# Thibaut Vargas
Thibaut Vargas, né le 22 mai 2000 à Aix-en-Provence (Bouches-du-Rhône), est un footballeur français. Il évolue au poste d'arrière droit au Stade lavallois
.

## Biographie
Il signe son premier contrat professionnel en décembre 2019 avec le Montpellier HSC. Le 19 janvier 2020, il fait ses débuts professionnels avec le club lors d'une victoire 5-0 en Coupe de France contre le SM Caen.
En juin 2022, Vargas signe un contrat d'un an avec Nîmes, avec une option de prolongation de deux ans supplémentaires. 
En juillet 2023, Vargas est libéré de son contrat par Nîmes et signe un contrat de deux ans avec le Stade lavallois, avec une option de prolongation d'un an supplémentaire.

## Statistiques
| Saison                | Club                  | Championnat           | Championnat | Championnat | Championnat | Coupe(s) nationale(s) | Coupe(s) nationale(s) | Coupe(s) nationale(s) | Total | Total | Total |
| Saison                | Club                  | Division              | M.          | B.          | P.d.        | M.                    | B.                    | P.d.                  | M.    | B.    | P.d.  |
| 2019-2020             | Montpellier HSC       | Ligue 1               | 3           | 0           | 0           | 1                     | 0                     | 0                     | 4     | 0     | 0     |
| 2020-2021             | LB Châteauroux        | Ligue 2               | 16          | 0           | 0           | -                     | -                     | -                     | 16    | 0     | 0     |
| 2021-2022             | LB Châteauroux        | National              | 24          | 3           | 3           | 2                     | 0                     | 0                     | 26    | 3     | 3     |
| Sous-total            | Sous-total            | Sous-total            | 40          | 3           | 3           | 2                     | 0                     | 0                     | 42    | 3     | 3     |
| 2022-2023             | Nîmes Olympique       | Ligue 2               | 25          | 1           | 3           | 3                     | 0                     | 0                     | 28    | 1     | 3     |
| 2023-2024             | Stade lavallois       | Ligue 2               | 38          | 1           | 8           | 5                     | 1                     | 3                     | 43    | 2     | 11    |
| 2024-2025             | Stade lavallois       | Ligue 2               | 11          | 1           | 3           | -                     | -                     | -                     | 11    | 1     | 3     |
| Sous-total            | Sous-total            | Sous-total            | 49          | 2           | 11          | 5                     | 1                     | 3                     | 54    | 3     | 14    |
| Total sur la carrière | Total sur la carrière | Total sur la carrière | 68          | 4           | 17          | 6                     | 0                     | 3                     | 74    | 4     | 20    |